# Laurence Tardieu
Pour les articles homonymes, voir Tardieu.
Laurence Tardieu est une romancière française née le 14 décembre 1972 à Marseille.

## Biographie

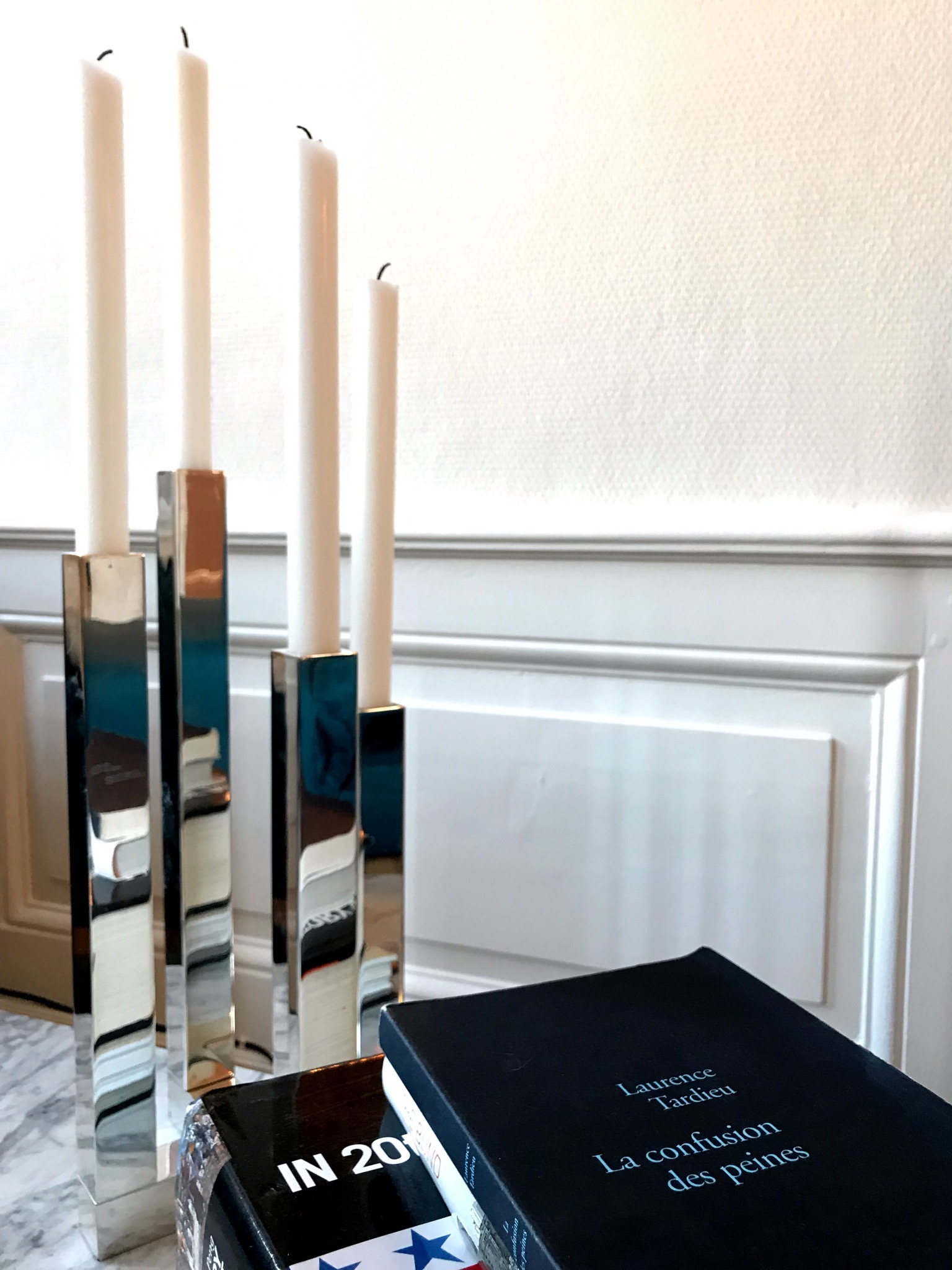
La confusion des peines de Laurence Tardieu.

### Jeunesse et formation
Laurence Tardieu nait en 1972 à Marseille. Dès l’âge de six ans, elle se passionne pour la lecture, notamment les contes du monde entier. L'écriture entre très tôt dans sa vie et ne la quittera plus. Après son baccalauréat, elle fait deux ans de prépa et intègre l'ESSEC en 1992.
Dès sa sortie de l'ESSEC, elle écrit un premier roman qui ne verra jamais le jour mais la conforte dans son désir d'écrire.

### Carrière
Pour gagner sa vie, elle commence à travailler en tant que consultante dans un cabinet de conseil en France. En 1998, elle entre au Conservatoire d'art dramatique du 9e arrondissement de Paris et en sortira diplômée trois ans plus tard.
Elle publie son premier roman en 2002. Elle mène en parallèle pendant quelques années écriture et théâtre puis, à partir de 2006, se voue totalement à l’écriture. À partir de 2010, elle donne des ateliers d'écriture à la Sorbonne Nouvelle puis à Sciences Po. Depuis 2015, elle est responsable d'un des ateliers d'écriture de la NRF.
Laurence Tardieu vit actuellement à Paris et a trois enfants.

### Réception critique
Elle publie en 2002 son premier roman « Comme un père » aux Editions Arléa. Ce livre aborde le sujet douloureux d'une relation père -fille lié à un sentiment d'absence. Le livre obtient un succès critique.
Elle publie « Le Jugement de Léa » en 2004. Elle aborde le thème de la solitude et de la maternité. Le succès de ce second roman est immédiat ; elle reçoit Le prix du Roman des Libraires E. Leclerc la même année.
Son troisième roman « Puisque rien ne dure », publié en 2006, aborde la souffrance causée par la perte d’un enfant, l’incapacité d’en faire le deuil et les conséquences sur le couple. Ce roman lui vaut le Prix Alain-Fournier en 2007.
Laurence publie son quatrième livre « Rêve d’amour » en 2008. Elle y traite des thèmes qui lui sont chers : liens familiaux, douleur, deuil et absence.
L'année d'après elle publie « Un Temps fou », un roman d’amour mettant en scène un écrivain, Maud (la narratrice), et un cinéaste, Vincent.
La même année paraît la nouvelle « A l’abandon » illustrée par Aude Samama.
« La Confusion des peines », paru en 2011, marque un tournant important dans son travail d’écrivain : pour la première fois, elle s’attelle à un matériau autobiographique, à savoir le silence familial qui a suivi la condamnation de son père et la mort de sa mère. Elle n’en sortira pas indemne, mais cette rupture aura profondément fait évoluer son travail et sa réflexion littéraires.

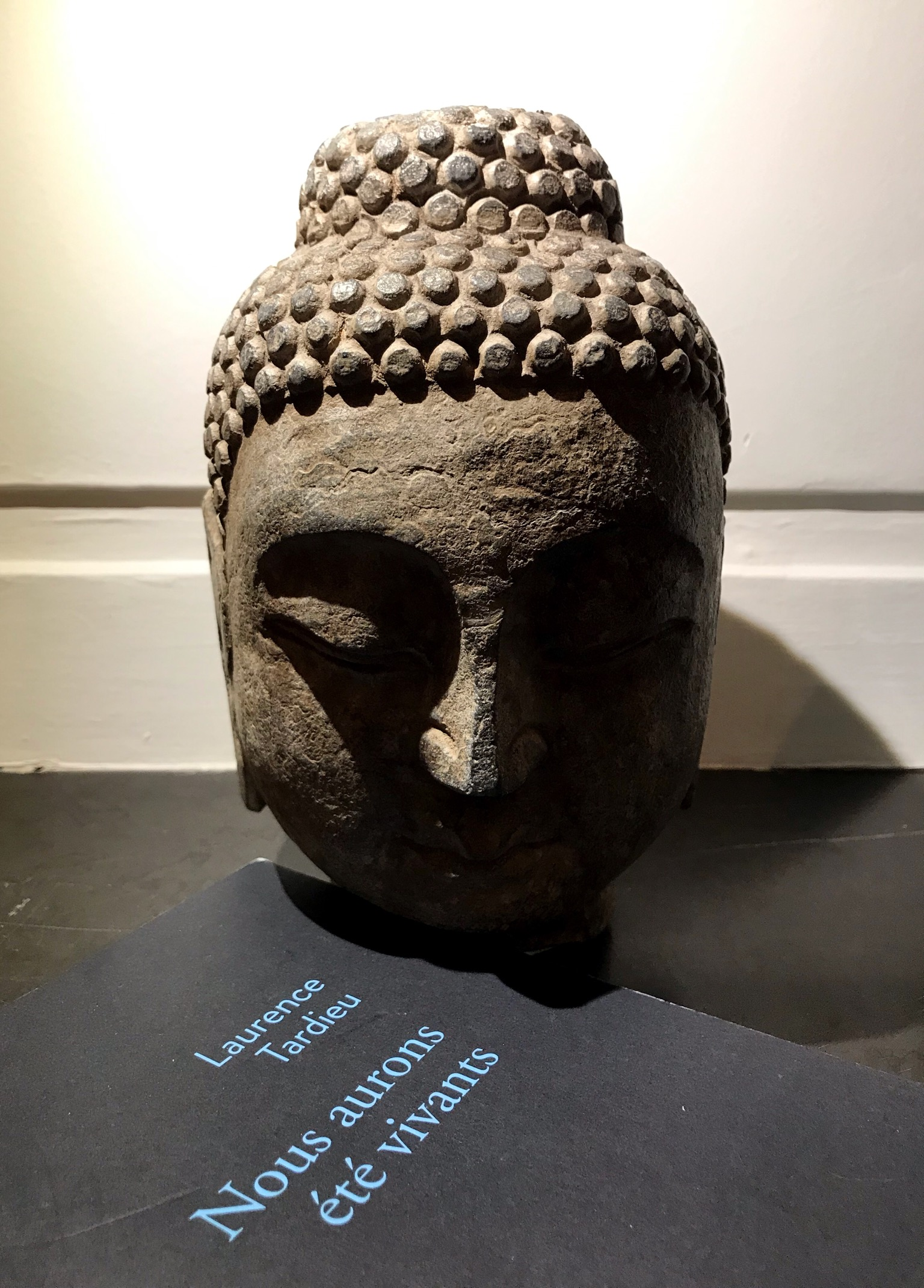
Nous aurons été vivants de Laurence Tardieu.

Après de longs mois pendant lesquels elle redoute de ne plus pouvoir jamais écrire, elle publie « L’Écriture et la Vie » en 2014, journal de création qui lui permet de retrouver le chemin de l'écriture et, la même année, « Une vie à soi » qui retrace sa rencontre intérieure avec la photographe américaine Diane Arbus et obtient le prix Louis Guigon, puis, en 2016 « À la fin le silence ».
En 2019, Laurence Tardieu publie « Nous aurons été vivants ". Christine Ferniot évoque dans Télérama "une impression d’éveil ardent liée à l’écriture lumineuse et sensuelle de Laurence Tardieu, qui sait comme personne nous faire respirer l’odeur de la nuit pour mieux attendre l’aurore". Le Figaro littéraire souligne que : "Laurence Tardieu mène parfaitement et avec une grande maîtrise la barque de sa narration".

### Ses thèmes et son écriture
Laurence Tardieu explore à travers ses livres les thématiques obsédantes du temps, de l'amour filial et conjugal, du silence familial, de l'absence, la perte, la douleur... De nombreuses citations issues de ses livres permettent de comprendre sa sensibilité, : 

« Durant des années le temps paraît linéaire, malgré les écueils, les soubresauts, les détours. Jusqu'au jour où une chute plus profonde fait voler en éclats les moindres repères. »

— Laurence Tardieu, Le Jugement de Léa, 2004

« L'homme croit aux miracles. Même dans les circonstances les plus dramatiques, il croit encore qu'il peut s'en sortir. C'est sans doute pour ça qu'il parvient à tenir debout dans l'enfer. »

— Laurence Tardieu, Puisque rien ne dure, 2006

« Tout nous échappe sans cesse, même les êtres qu'on aime. Mais reste la certitude que certains moments ont été ce qu'on appelle le bonheur. »

— Laurence Tardieu, Rêve d'amour, 2008

« Avec certains êtres, très rares, il faudrait ne pas parler. Il faudrait tout de suite être dans les bras, caresser le visage, les paupières, les joues, les lèvres, les effleurer d'un doigt, lentement d'abord, puis dans un baiser, passionnément. S'embrasser. S'étreindre. Les mots sont inutiles. Les mots viendraient plus tard confirmer ce que les corps ont su dès les premiers instants. »

— Laurence Tardieu, Un temps fou, 2009

« On a besoin, au cours de ce cheminement intérieur, de se remémorer les moments heureux, pour ne pas douter d'avoir aimé, d'avoir été aimé. Se souvenir, c'est ça aussi : être certain d'avoir été en vie. »

— Laurence Tardieu, La confusion des peines, 2011

« L'écriture, comme l'amour, n'a de sens que si l'on accepte de perdre pied. De quitter le rivage. Quitter la terre ferme, s'enfoncer dans l'eau du fleuve, se laisser emporter. Bien sûr, il y a un risque à prendre : en amour, comme en écriture, on peut y laisser sa peau. »

— Laurence Tardieu, L'écriture et la vie, 2013

« Car il y a des rencontres qui sauvent. Elles vous saisissent au corps, elles vous soulèvent du sol auquel vous êtes englué, elles vous font passer de la nuit à la lumière. »

— Laurence Tardieu, Une vie à soi, 2014
Dans son neuvième roman "Nous aurons été vivants", Laurence Tardieu poursuit son travail d'exposition et d'analyse de la famille, des liens filiaux, ainsi que des tourments et des bonheurs de la vie conjugale.
La présentation que fait Laurence Tardieu dans les Ateliers de la NRF permet de comprendre son approche de l'écriture : 

« Il s’agira donc d’abord « d’entrer en écriture », c’est-à-dire de découvrir en quoi c’est l’écriture elle-même, par son propre mouvement, qui permet l’écriture ; réfléchir au caractère essentiel du son, du rythme ; sentir en quoi la forme est aux commandes, dévoilant le sens. Nous serons ensuite à même de comprendre en quoi l’écriture permet de franchir des frontières intérieures. Nous nous attarderons sur trois frontières : celle du temps, celle du dire/non-dire, celle de la vérité : nous réfléchirons à l’écriture comme forme de mémoire, permettant de retrouver ce qui a été enfoui ou perdu. Puis, nous tenterons de comprendre comment l’écriture permet d’explorer ce qui ne peut pas se dire, ce qui est resté innommé ou innommable. Enfin, nous nous intéresserons à la notion de vérité, nous tenterons de la définir et de réfléchir en quoi et comment l’écriture peut s’en approcher. »

— Laurence Tardieu, Ateliers de la NRF, 2019
Lors de son passage sur France Culture, elle évoque le besoin de mettre des mots sur l'expérience du temps qui passe. Ecrire... Plus qu'une activité, un besoin vital pour Laurence Tardieu qui écrit depuis l'enfance :

« C'est à chacun de trouver sa colonne vertébrale. Pour moi, ça a été l'écriture (...) Je ne peux pas vivre sans écrire(...) La vie est éminemment brève. A nous de trouver les mots pour toucher l'éternité(...) Sans les livres, sans l'écriture, j'aurais glissé (...) C'est la chance de ma vie. »

— Laurence Tardieu, La Grande Table de France Culture, par Olivia Gesbert, 2019

## Œuvres

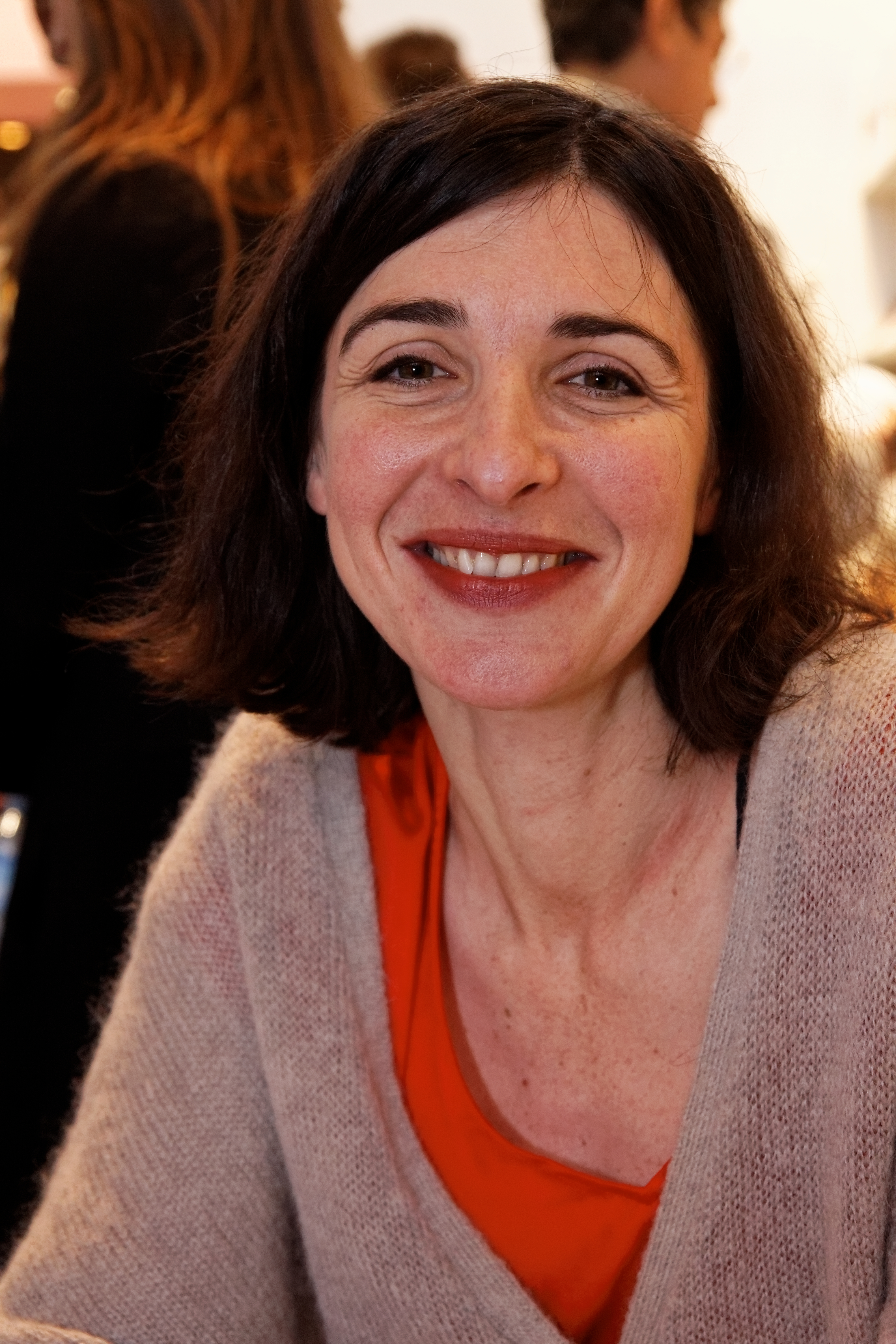
Laurence Tardieu au salon du livre en 2012.

- 2002 : Comme un père (éditions Arléa)
- 2004 : Le Jugement de Léa (éditions Arléa) Prix du roman des libraires Leclerc 2004.
- 2006 : Puisque rien ne dure (éditions Stock) Prix « Le Prince-Maurice » du roman d'amour 2007[12] et prix Alain-Fournier 2007.
- 2008 : Rêve d'amour (éditions Stock)
- 2009 : Un Temps fou (éditions Stock)
- 2009 : A l'abandon (éditions  Naïve)
- 2011 : La Confusion des peines (éditions Stock) Prix Printemps du roman de la Foire de Saint-Louis 2012.
- 2013 : L’Écriture et la Vie (éditions des Busclats)
- 2014 : Une vie à soi (éditions Flammarion)Livre inspiré par la vie de Diane Arbus.
Prix Louis Guigon 2014.
- 2016 : À la fin le silence (éditions du Seuil)
- 2019 : Nous aurons été vivants (éditions Stock)
- 2022 : D'une aube à l'autre  (éditions Stock) , 220 pages
- 2025 : Vers la joie (Robert Laffont), 176 pages